# 威洛布魯克 (堪薩斯州)
威洛布魯克（英語：Willowbrook）是一個位於美國堪薩斯州里諾縣的城市。

## 地方資料
根據2020年美國人口普查的數據，威洛布魯克的面積為0.78平方千米，當中陸地面積為0.78平方千米，而水域面積為0.00平方千米。當地共有人口71人，而人口密度為每平方千米91.03人。